# Neylandville
Neylandville è un centro abitato degli Stati Uniti d'America situato nella contea di Hunt dello Stato del Texas.
La popolazione era di 97 persone al censimento del 2010.

## Geografia fisica
Neylandville è situata a 33°12′10″N 96°00′09″W (33.202797, -96.002630).
Secondo lo United States Census Bureau, ha un'area totale di 0,3 miglia quadrate (0,78 km²).

## Società

### Evoluzione demografica
Secondo il censimento del 2000, c'erano 56 persone, 24 nuclei familiari e 15 famiglie residenti nella città. La densità di popolazione era di 177,2 persone per miglio quadrato (67,6/km²). C'erano 32 unità abitative a una densità media di 101,2 per miglio quadrato (38,6/km²). La composizione etnica della città era formata dal 3,57% di bianchi e il 96,43% di afroamericani.
C'erano 24 nuclei familiari di cui il 25,0% aveva figli di età inferiore ai 18 anni, il 41,7% aveva coppie sposate conviventi, l'8,3% aveva un capofamiglia femmina senza marito, e il 37,5% erano non-famiglie. Il 33,3% di tutti i nuclei familiari erano individuali e il 16,7% aveva componenti con un'età di 65 anni o più che vivevano da soli. Il numero di componenti medio di un nucleo familiare era di 2,33 e quello di una famiglia era di 3,07.
La popolazione era composta dal 17,9% di persone sotto i 18 anni, il 5,4% di persone dai 18 ai 24 anni, il 30,4% di persone dai 25 ai 44 anni, il 30,4% di persone dai 45 ai 64 anni, e il 16,1% di persone di 65 anni o più. L'età media era di 43 anni. Per ogni 100 femmine c'erano 100,0 maschi. Per ogni 100 femmine dai 18 anni in giù, c'erano 100,0 maschi.
Il reddito medio di un nucleo familiare era di 50.417 dollari e quello di una famiglia era di 52.083 dollari. I maschi avevano un reddito medio di 23.333 dollari contro i 20.417 dollari delle femmine. Il reddito pro capite era di 21.888 dollari. C'erano no famiglie e il 14,6% della popolazione che vivevano sotto la soglia di povertà, incluso il 40,0% di persone sopra i 64 anni.